# Antrocephalus insipiens
Antrocephalus insipiens är en stekelart som först beskrevs av Girault 1915.  Antrocephalus insipiens ingår i släktet Antrocephalus och familjen bredlårsteklar. Inga underarter finns listade i Catalogue of Life.